# Абом (одиниця вимірювання)
Абом (англ. abohm) — когерентна одиниця вимірювання електричного опору в системі СГСМ (абсолютна електромагнітна система одиниць).  Один абом рівний електричному опору такого провідника, в якому за різниці потенціалів 1 абвольт протікатиме струм в один абампер. 
Назва "абом" була запропонована в 1903 році  американським інженером-електриком Артуром Едвіном Кенеллі як коротка назва довгої назви "абсолютна електромагнітна одиниця вимірювання опору СГС", прийнятої в системі СГС в 1875 році. 
Зв’зок з одиницею системи SI: 1 абом = 10⁻⁹ ом. 
Абом – дуже мала величина опору. Тому ця одиниця використовується вкрай рідко. Якщо йдеться про дуже малі опори матеріалів, зазвичай оперують термінами провідності.